# Holcosus orcesi
Holcosus orcesi — вид ящірок родини теїдових (Teiidae). Ендемік Колумбії. Вид названий на честь еквадорського зоолога Густаво Орсеса.

## Поширення і екологія
Holcosus orcesi відомі з типової місцевості, розташованої в кантоні Санта-Ісабель у провінції Асуай. Вони живуть у сухих чагарникових заростях у дощовій тіні Анд. Зустрічаються на висоті від 1250 до 1700 м над землею.

## Збереження
МСОП класифікує цей вид як такий, що перебуває на межі зникнення. Holcosus orcesi загрожує знищення природного середовища.